# Black bull (chef Lakota)
 (janvier 2024).
 Black Bull (Untongarabar, aussi Black Buffalo) (né 1727, mort en 1813) était un chef amérindien Lakota, du clan Brûlés.  Il est connu pour avoir rencontré l’Expédition de Lewis et Clark en 1806 lors de leur retour et de les avoir confronté. Son clan contrôlait le trafique le long du Missouri. Black Bull était le chef principal des Brûlés, avec le Partisan ( Man-da-tong-gar) et Sacred Buffalo (Medecine Bull, Tar-tong-gar-sar-par), comme chefs de second rang. Il serait le grand-père de Crazy Horse.